# TVB娛樂新聞台

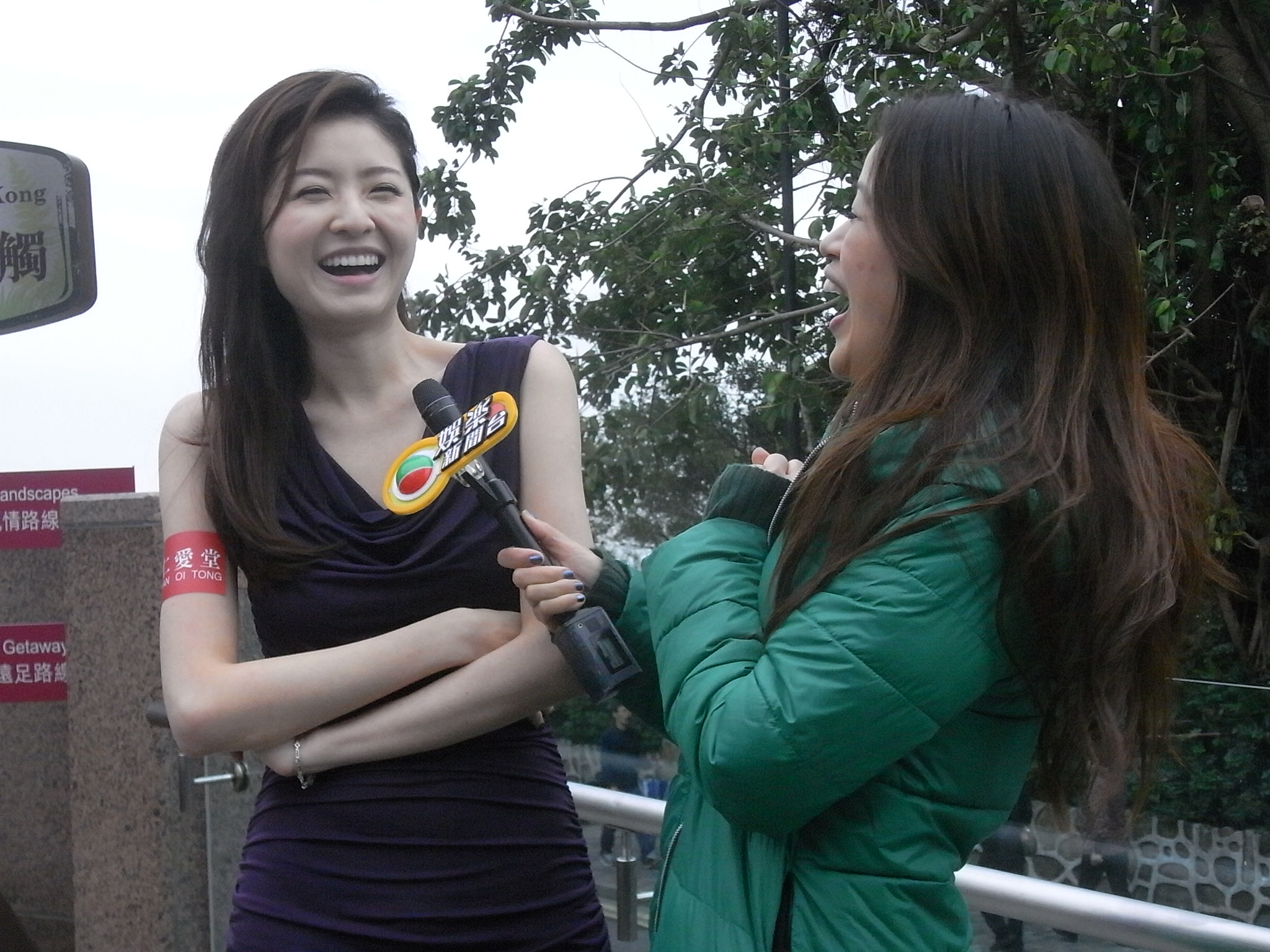
娛樂新聞台記者李漫芬正在採訪藝人徐淑敏

娛樂新聞台（英語：Entertainment News）是香港電視廣播有限公司旗下一條娛樂新聞頻道。2006年6月25日晚上7時於無綫收費電視啟播。

## 發展歷史
2003年7月，香港有線電視（有線）推出娛樂新聞台，並成為有線其中一個重點頻道。無綫亦有意加強其收費電視頻道的節目內容，故於2006年1月決定設立娛樂新聞台。2006年1月，無綫邀請前任有線電視娛樂新聞台節目總監余詠珊（有線娛樂新聞台的始創者）擔任總經理助理，負責無綫旗下頻道的製作事務，並展開記者會及招聘日等宣傳活動。
2006年2月23日，無綫於將軍澳電視廣播城舉行「無綫收費電視丙戌狗年新氣象」記者招待會，由無綫總經理陳志雲擔任主禮嘉賓，以及宣佈委任余詠珊擔任無綫的總經理助理以及開設娛樂新聞台等計劃。據《大公報》於翌日的報導，陳志雲表示，無綫不會高薪挖角有線娛樂新聞台主播，但會歡迎他們應徵。

### 公開聘請
2006年2月26日，無綫於富豪香港酒店舉行名為「招兵起義」的招聘大會，以招聘娛樂新聞主播、記者及幕後人員。無綫方面安排應徵者撰寫數百字的娛樂新聞評論，大會於香港時間上午10時才開始，但在早上7時已有人到場輪候，大會估計近一千名應徵者到場。陳志雲表示，應徵者以外國留學生為主。

### 正式開幕
無綫娛樂新聞台於2006年6月25日啟播，2006年7月10日在香港四季酒店舉行「開幕盛典」，以「娛樂圈嘅事，娛樂圈話事」為口號，強調為娛樂圈發聲。並邀請了一眾名人紅星見證開幕盛典，包括劉德華、黎明、成龍、曾志偉、汪明荃、鄭裕玲等過百位藝人出席開幕盛典。《東方日報》報道稱，無綫娛樂新聞台開幕盛典邀請卡畫有一個播出類似有線娛聞台台徽的電視機爆炸，標題為「向歷史說再見」，有影射有線娛聞台之嫌。但余詠珊否認是挑釁，指邀請卡設計由無綫的美術部門負責，並非她本人意思；又說：「最大的對手是自己，我們只是說跟自己的歷史說再見」。

### 擴充運作
2007年6月19日，無綫舉行名為「大開眼界，闖入娛樂界」的招募活動，招聘國語或粵語的新聞記者、主播，以及幕後人員，吸引逾千報名面試。陳志雲表示，是次招聘主要是無綫與東南亞一些電訊公司達成合作計劃，提供普通話娛樂新聞。
2007年8月27日起，增加一節在下午5:00直播的《娛樂新聞報道》。
2008年9月1日起，娛樂新聞報道在經由數碼地面廣播的J2放映；當時J2在晚上8:00重播收費電視於7時播放的《娛樂新聞報道》，長度為一小時。為配合J2改革時段編排，於2009年12月14日起改為晚上7:00直播《娛樂新聞報道》，星期一至五直播半小時，而星期六、日則為一小時。
2009年3月30日起，翡翠台逢星期一至五晚上11:45播放《娛樂頭條》，製作單位同為娛樂新聞台。曾於2012年年尾停播數月；2013年3月18日再次播放，主播由之前兩位減至一位。
2010年7月12日起，《普通話娛樂新聞報道》於逢星期一至日早上8:00明珠台播放，星期一至五播放一小時，而星期六、日則為半小時。
2015年1月5日，《娛樂頭條》改革時段編排，在深夜12時播出。
2015年1月12日起，J2《娛樂新聞報道》改革時段編排，在晚上8:00重播收費電視於7時播放的《娛樂新聞報道》，長度為30分鐘；而星期六、日則於7時至8時直播一小時。2015年9月起，如當晚為賽馬夜，《娛樂新聞報道》則暫停播出。
2015年9月21日，下午5:00直播的《娛樂新聞報道》停止播放。
2015年9月28日，TVB8《娛樂最前線》改由TVB娛樂新聞台製作。
2015年10月7日起，TVB娛樂新聞應用程式進行更新，更可以透過應用程式免費收看娛樂新聞台及娛樂新聞片段。
2016年7月11日起，《娛樂頭條》改革時段編排，在晚上11時45分播出，7月25日起，《娛樂頭條》再度改革，取消主播主持節目，亦曾於巴西奧運期間暫停播放兩星期。
2016年9月17日起，J2《娛樂新聞報道》改革時段編排，星期一至日晚上8:00重播於7時播放的《TVB娛樂新聞報道》，長度為30分鐘。如星期三晚為賽馬夜，J2《娛樂新聞報道》則暫停播出。
2017年4月1日起，因應無綫網絡電視交還收費電視牌照，包括本頻道在內的所有收費頻道台徽都有改動，原無綫收費電視圓形三色Logo被改為TVB商標。
2018年1月1日起，《普通話娛樂新聞報道》於逢星期一至六早上8:00明珠台播放，長度為一小時。因應TVB星河頻道改版，TVB8《娛樂最前線》於2017年12月30日播出最後一集後停止播放，1月8日起《普通話娛樂新聞報道》在TVB8播放。
2018年7月1日起，隨TVB裁減TVB娛樂新聞台資源，明珠台停止播放《普通話娛樂新聞報道》，於2018年6月30日播出最後一集，TVB8於2018年7月6日播出最後一集。
2018年7月21日起，J2《娛樂新聞報道》再改革時段編排，星期六日時段停止播放，而星期一至五晚上8:00重播於7時播放的《TVB娛樂新聞報道》，長度為30分鐘。
2018年9月1日起，由於TVB8和翡翠衛星台（中國大陸及印尼）停播關係，普通話《TVB娛樂新聞報道》正式改名為《亞洲娛樂新聞報道》及《亞洲一周娛樂》。2018年12月31日起《亞洲娛樂新聞報道》及《亞洲一周娛樂》將會在TVB星河頻道播出。《亞洲娛樂新聞報道》亦在TVB娛樂新聞台中播放。
2020年4月27日起，J2《娛樂新聞報道》改革時段編排，新增星期一至日凌晨12:00時段，該時段將重播娛樂新聞台晚上10點播放的《TVB娛樂新聞報道》，長度為30分鐘。而星期一至五晚上8:00則重播娛樂新聞台晚上7點播放的《TVB娛樂新聞報道》，長度為30分鐘。
2021年4月中起，J2《娛樂新聞報道》改革時段編排，取消星期一至日凌晨12:00時段。星期一至五晚上8:00則重播娛樂新聞台晚上7點播放的《TVB娛樂新聞報道》維持不變，長度為30分鐘，賽馬日除外。
2021年6月11日，《娛樂頭條》播放最後一集。
2021年10月4日起，J2《娛樂新聞報道》改革時段編排，回復星期一至六凌晨12:00時段，該時段將重播娛樂新聞台晚上10點播放的《TVB娛樂新聞報道》。而星期一至五晚上8:00則重播娛樂新聞台晚上7點播放的《TVB娛樂新聞報道》保持不變，長度為30分鐘，賽馬日除外。
2021年12月6日起，《娛樂頭條》回復播放，於星期一至五晚上12時播出，並由主播主持節目。
2022年1月3日起，J2《娛樂新聞報道》再改革時段編排，星期一至五晚上8:00則重播娛樂新聞台晚上7點播放的《TVB娛樂新聞報道》，長度為30分鐘，賽馬日除外。
2022年9月起，TVB娛樂新聞台停止播放2200時段。
2022年11月28日起，J2《娛樂新聞報道》再改革時段編排，星期一至五晚上9:00則重播娛樂新聞台晚上7點播放的《TVB娛樂新聞報道》，長度為30分鐘。
2023年1月30日起，《娛樂頭條》提早至星期一至五晚上11時05分播出。
2023年6月10日起，《娛樂頭條》改為逢星期一、二、三、五、日播出，播放時間不變。
2023年10月29日，《亞洲一週娛樂》在TVB娛樂新聞台中作最後一次播放
2023年10月31日，《亞洲娛樂新聞報道》在TVB娛樂新聞台中作最後一次播放，國語娛樂新聞報道及採訪正式結束。
2023年12月1日起，《娛樂新聞報道》改革時段編排，改至晚上9:00播出。《娛樂新聞報道》及J2《娛樂新聞報道》改由一位主播主持節目，結束由2006年開台至今兩位主播主持的型式。

### 頻道編號更改
娛樂新聞台由啟播2006年6月25日至2009年11月16日，頻道編號為8 / now 808。
因應無綫精選台啟播，2009年11月17日起，娛樂新聞台於頻道8及4同步播放（now TV組合則為808及804）；2009年11月23日起頻道8 / now 808將暫停播放節目，直至2009年11月30日精選台啟播為止。
娛樂新聞台頻道編號於2009年11月30日正式改為4 / now 804。

### 版權糾紛
2010年，隨著無綫與四大唱片公司的版權糾紛，娛樂新聞台拒絕採訪多位HKRIA歌手，如譚詠麟、張學友、陳慧琳、陳奕迅、謝安琪、張敬軒、關楚耀、孫耀威、Swing、Mr.、薛凱琪、周柏豪、連詩雅、馮曦妤、陳柏宇，甚至有「無線契仔」之稱的李克勤，取以代之的是更多的無綫電視自製劇集的消息及外國娛樂新聞。有關歌手亦開始以廣東話接受競爭對手有線娛樂新聞台的訪問，訪問時咪牌也可在鏡頭前出現。
2012年，隨著版權風波平息，四大唱片公司歌手陸續接受無綫娛樂新聞台訪問。
2021年，曾志偉1月回巢TVB出任副總經理(綜藝、音樂製作及節目)，上任後邀愛將王祖藍回巢出任首席創意官，更火速改革TVB綜藝節目，成功為TVB與四大唱片公司破冰，相隔多年四大唱片公司歌手全數可亮相TVB音樂節目。其後曾志偉回歸TVB僅短短8個多月，再獲升職，委任為總經理(節目內容營運)。

## 頻道節目
頻道主要報道香港娛樂圈的消息，以至世界各地的影視娛樂新聞。星期一至日每日3節「TVB娛樂新聞報道」的直播時段（分別在下午5:00、晚上7:00及晚上10:00），如重要娛樂消息和娛樂新聞將隨時更新，例如在香港的凌晨時間舉行的「國際艾美獎」、「奧斯卡頒獎禮」、「英國電影學院獎」等。除一般藝人消息外，更送上不同的專題報道，例如「非常巨星專訪」、「非常娛樂」、「係Friend至講」。其中「藝人私家Blog」環節，主要播放藝人自行拍攝的短片，貫徹「娛樂圈話事」的特色。
頻道亦會派員採訪世界各地娛樂盛事，例如「威尼斯影展」、「柏林影展」、「康城影展」、「釜山國際電影節」、「東京國際電影節」、「上海國際電影節」、「日本富士音樂節」、「韓國亞洲音樂節」、「台灣春浪音樂節」、「馬來西亞華麗台電視劇大獎」、「新加坡亞洲區電視大獎」、「台灣金馬獎」、「台灣金曲獎」、「Tokyo Girls Collection」等等。
另外，娛樂新聞台亦會不定期播放各大娛樂頒獎禮和特備娛樂節目，例如「韓國大鐘獎」、「韓國青龍獎」、「香港電影金像獎」、「亞洲電影大獎」、「台灣金馬獎」及報道韓國藝人獨家消息的《突發韓流》等。余詠珊指：「現在無綫於國內、台灣、韓國、日本有採訪隊，發生甚麼事，拿起咪牌即能現場採訪。在美加、澳洲也有採訪隊，世界各地發生甚麼事，也能即時匯報。刻下最想做到的，是向觀眾展示世界，打開他們的眼界。」其他節目：
- 2020年5月起，製作專訪環節「星光路上」，由潘盈慧主持，不定時播放。以小生、花旦、甘草和綠葉演員為主打的嘉賓有：李君妍、譚嘉儀、李麗霞、尹詩沛、蔣家旻、戴耀明、唐嘉麟、黃建東、敖嘉年等。

- 2022年6月起，製作「電影泉攻略」環節，由王鎮泉主持。

- 2011年開始，製作專訪環節「StarTalk」，但不定時播放。現主力主持為許文軒、潘盈慧、王鎮泉。已播放完畢之節目：
- 2022年6月起，曾製作環節「日韓's」、「娛圈新世代」及「出街Guide」。
- 2020年抗疫期間，曾增設專訪環節「台灣煮家蔡」由Super Girls的Jessica蔡明思主持。另外，「星級食店疫境攻略」、「星級體能提升攻略」、「行山少女」、「主播實驗廚房」，由不同主播輪流主持，不定時播放。
- 2020年2月起，製作專訪環節「我們的音樂時代」，由許文軒主持。而5月起，正式成為J2節目「我們的音樂時代」。而6月29日起，TVB娛樂新聞報道內環節「我們的音樂時代•別冊」則播出節目未曝光片段。
- 由2013年8月16日起，逢星期五晚上8:00則播放半小時由李漫芬主持的專訪節目「Director Talk 與導演對話」，暢談電影和電影背後的個人故事，專訪嘉賓包括有洪金寶、王晶、彭順、劉偉強、麥兆輝、莊文强、陳德森、石天等。
- 由2013年6月1日起，逢星期六晚上8:00則播放一小時由陸浩明主持的專訪節目「6號訪」，訪問嘉賓包括有鄭中基﹑何韻詩﹑丁子高﹑陳慧琳﹑方力申﹑杜汶澤﹑劉心悠﹑阮小儀﹑黃浩然﹑梁詠琪等。
- 由2013年11月4日起，逢星期一晚上8:00則播放半小時由林子博主持的專訪節目「星夢．語」，專訪星夢幫各成員之音樂路。
- 由2013年7月開始，逢星期一晚上8：00有由台灣潮人周筱筑主持全新節目「日本潮什麼」。
- 逢星期四晚上10:45於娛樂新聞報道時段內播出專題節目「新片速播」，由主持容羨媛介紹一週上映新戲。而於2011年4月14日起，「新片速播」則改革內容及改名為「電影共同睇」，由周奕瑋及許文軒主持，於2013年6月27日為最後一集。
- 逢星期五晚上8：00播放台灣節目「流動娛樂」，於2013年6月播放完畢。
- 由2012年11月19日開始，逢星期一晚上8：00有全新節目「台灣潮什麼」主持人為台灣潮人周筱筑。節目於2013年6月播放完畢。
- 逢星期五晚上8:00播放半小時藝人與紛絲互動節目「紛絲會」。2012年三月節目正式完結。
- 由2012年9月14日至2012年12月7日期間連續13星期（於星期五晚上11時﹑星期六早上10時及星期日晚上8時）播出節目《中國好聲音》。
- 逢星期六晚上8:00則播放一小時由阿感黎國輝及范振鋒主持的專訪節目「范後感」，下一個星期二晚上9:00重播。而「范後感」第二輯亦於2013年2月播放完畢。
- 逢星期三晚上8：00有節目「香港潮什麼」，搜尋香港最潮事物及玩意，節目於2012年年底播放完畢。
- 逢星期日晚上8：00有由前DJ Mini主持一小時專訪節目「係Friend至講」，專訪嘉賓包括有楊千嬅、梁詠琪、側田、G.E.M.、關淑怡、草蜢、鍾欣桐、古巨基、農夫、周麗淇、歐陽靖、陳奐仁、吳雨霏、關心妍等。
- 周日早上10:00，則以一節兩小時的「一周娛樂連環報」回顧一周娛樂新聞。周日下午2:00重播。
- 不定時播放優質生活環節「C'est La Vie」。

該台最特別的地方，是會主動組織藝人參與活動，甚至推動社會事務。例如在2006年8月28日該台召開《私隱‧尊嚴‧香港人既事》記者會，批批評傳媒的不良採訪手法，及藝人鍾欣桐在馬來西亞雲頂娛樂城更衣室被偷拍的事件。為宣揚反偷拍的訊息，無綫娛聞台特別批准其他電視台採訪。
大型綜藝及資訊節目：
從2007年至2010年﹑2012至2016年﹑2018年，與觀塘apm合辦《放榜前的一個晚上》音樂會，讓歌手以馬拉松式獻唱為應屆會考及文憑試生減壓。節目於2011年首次停辦，因該年會考改制取消，而2017年亦有停辦一年，改為big big channel宣傳活動，名為《一起Download的日子》。2019年﹑2020及2021年因社會運動及疫情再次停辦。
在2008年，就推出《了解·關懷·一百萬人的故事》，邀請藝人拍攝紀錄片，探討香港的貧窮問題，該節目更獲得《萬千星輝頒獎典禮2008》中的最佳綜藝資訊節目獎。 另外，亦會與不同機構合辦一些頒獎禮如「明周動力大獎」等。
在2007至2008年連續兩年，TVB娛樂新聞台與香港浸會大學合辦「全球華語大學生影視獎頒獎典禮」，以鼓勵大學界的影視創作。
另外，TVB娛樂新聞台亦製作綜藝節目由吳君如及錢嘉樂主持「星星同學會」，2008年12月15日首播一共26集，獲得一致好評。該節目更獲得《萬千星輝頒獎典禮2009》中的最佳綜藝節目獎。
由2013年開始，TVB娛樂新聞台首度於馬來西亞越洋主辦「TVB 馬來西亞星光薈萃頒獎典禮」，由大馬觀眾全民投票選出男女主角等多個電視獎項，並且於香港及馬來西亞現場直播。
2013年度：由張智霖及鍾嘉欣獲頒男女主角獎，男女配角由羅仲謙及胡定欣奪得。
2014年度：由郭晉安及佘詩曼獲頒男女主角獎，男女配角由許紹雄及陳敏之奪得。
2015年度：由陳展鵬、田蕊妮及胡定欣獲頒男女主角獎，男女配角由袁偉豪及姚子羚奪得。
2016年度：由陳展鵬及胡定欣獲頒男女主角獎，男女配角由楊明及滕麗名奪得。
2017年度：由苗僑偉及宣萱獲頒男女主角獎，男女配角由陳山聰及姚子羚奪得。

## 無綫旗下歌手訪問語言
陳志雲被問及會否禁止無綫合約歌手接受其他電視台訪問（甚至使用普通話作答），陳志雲只稱旗下歌手須尊重合約內容。在鍾欣桐被偷拍的事件中，無綫並未阻止鍾欣桐以廣東話回應其他電視台訪問。

## 事件
無綫電視曾向有線電視購買廣告時段，但有線稱廣告時段已滿。有線外事部發言人岑少華稱，無綫於預定廣告播出前兩日才於有線訂購廣告時段，還指定要由翌日開始於晚上黃金時段播出；但根據有線的規則，廣告時段需七日前下訂，以便有充足的時間檢查片段是否合乎規例。而陳志雲表示，收費電視應無廣告時間限制，他不明白為何有線不接受無綫的廣告。
有線高層徐小明的舊部余詠珊接受商業電台訪問表示，若無綫的娛樂新聞台做到「100分」的時候，有線應考慮結束有線娛聞台；她建議有線，節省娛樂新聞台資金購買英格蘭超級聯賽的轉播權。徐小明對余詠珊的言論表示不滿，批評她能力未及他的要求。徐小明稱，壟斷收費電視多年的有線一直處於弱勢，無綫辦娛樂新聞台具優勢，可是若無綫如此也做不出好節目，則會令人失望。
其後，余詠珊回應，無綫籌辦「娛樂新聞台」是希望推動娛樂圈的發展。她認為有線娛聞台報道流於表面並缺乏方向，故她表示，無綫娛樂新聞台會着重對藝員的專題式報道，製作有特色的娛樂新聞報道，強調不會重覆她自己創立的有線娛聞台。她表示，在無綫設立娛樂新聞台是「夢想成真」，因無綫提供了充足的資源、並且在世界各地皆有業務，她將專注整合各地資源。
2006年8月6日，有線娛聞台一名女記者聲稱被無綫娛樂新聞台的攝影師及主持許文軒推倒受傷，有線遂召開記者會指控無綫；受傷有線記者當場落淚，並到警署備案。但10月25日，《東方日報》指出，該有線女記者所言失實。從在場人士上載到YouTube的 片段（页面存档备份，存于）所見，並無人作不禮貌舉動，亦可見有線攝影師推門先行，玻璃門隨之關上，未幾該女記者不慎碰到玻璃門，當時許文軒仍在女記者身後，而並非女記者聲稱無綫攝影記者從前方向後推她撞向玻璃門，還無綫清白。
2006年10月4日，藝人關海山設靈期間，無綫娛樂新聞台獲其家屬允許，獨家拍攝靈堂內況及出殯儀式，但有線嘗試從靈堂門外拍攝內裡情況，遭無綫娛樂新聞台一名女導演阻礙，站在鏡頭前方並嘗試以白紙遮蓋有線鏡頭。有線為此抗議，認為在門外拍攝並無問題，覺得這是干預採訪自由，翌日更致函陳志雲投訴。無綫電視外事部總監曾醒明在事發當日接受有線訪問時表示歉意，指有員工過於衝動。曾醒明認為，雖各為其主，也應以和為貴、互諒互讓。

## 主持
| 外景採訪主持 | 外景採訪主持 | 外景採訪主持 | 外景採訪主持 | 外景採訪主持 |
| ------------ | ------------ | ------------ | ------------ | ------------ |
| 許文軒       | 潘盈慧       | 王鎮泉       | 詹可琳       | 賴彥妤       |
| 蕭文諾       | 劉倬昕       | 謝淑怡       | 鍾翠詩       |              |

| 曾任國語主播     |            |        |        |        |
| 江欣庭           | 林佳佳     | 林逸宏 | 陳嘉嘉 | 陳宜珈 |
| 胡志偉           | 樊維思     | 朱倩兒 | 傅劍虹 | 婁 冉  |
| 李 嘉            | 張棟梁     | 董藝芸 | 張芊芊 | 楊美子 |
| 查俊言           | 曾 臻      | 李天縱 | 馬 賽  |        |
| 史潔明           | 朱 智      | 劉溫馨 | 周 涵  | 翁佳妮 |
| 張景涵           | 代蓮曦丹美 | 孟丹珏 | 趙梓喬 | 宋雙佳 |
| 李沁芯           | 陳睿雯     | 宋 雯  | 季蘋蘋 | 任 琳  |
| 陳奕璉           | 蔡誌恩     | 王子蝶 | 朱斐斐 |        |
| 曾任外景採訪主持 |            |        |        |        |
| 李嘉宜           | 容慧心     | 葉小雅 | 余天忻 | 何珮瑜 |
| 關海威           | 黃瑞華     | 黃茵茵 | 何翹翹 | 李心寧 |
| 李敏儀           | 麥嘉恩     | 陳詩韻 | 何凱迪 | 林嘉欣 |
| 鄺芷珊           | 林映輝     | 沈佩瑩 | 尤蔭蔭 | 李漫芬 |
| 馬梓軒           | 周懷欣     | 黃欣華 | 胡美貽 | 曾 西  |
| 葉韋彤           | 林淑汶     | 鄧美欣 | 黃子桐 | 姜嘉琳 |
| 黃婉恩           | 黎文傑     | 張靜婷 | 梁家琪 |        |

## 海外播放
2007年末起，TVB娛樂新聞報道也可在歐洲無線衛星台、澳洲和美國等廣播平台收看。
2008年4月1日起，普通話TVB娛樂新聞報道正式在新加坡播放。
2010年6月1日，無綫娛樂新聞台在歐洲無線衛星台停播，而無綫娛樂新聞報道在New 5全新多頻道的無綫星級劇集台播放。
2010年7月1日起，廣東話無綫娛樂新聞台於馬來西亞Astro 313頻道（2020年4月1日起编号頻道号码更改至317頻道）啟播，24小時娛樂新闻不停播放。
2018年9月1日起，在新加坡播放的普通話TVB娛樂新聞報道，正式改名為《亞洲娛樂新聞報道》及《亞洲一周娛樂》。

## 娛樂新聞回顧節目
《娛樂新聞回顧節目》（英語：Star Biz Review）是TVB娛樂新聞台製作的娛樂新聞回顧的特備節目，通常於每年12月底其中一個晚上舉行，主要總結該年娛樂新聞大事。主持及演出（2000年代至今）如下：
| 年度                | 名稱                                      | 主持                                           | 監製           | 編審           |
| ------------------- | ----------------------------------------- | ---------------------------------------------- | -------------- | -------------- |
| 2009                | 娛樂十大奇案2009                          | 崔建邦、宋熙年、龔嘉欣                         | 張嘉玲         | 張慧怡         |
| 2010                | 2010八味娛樂圈                            | 宋熙年、陳倩揚、麥皓兒                         | 張嘉玲         | 張慧怡         |
| 2011                | 繽Fun娛樂大派對                           | 宋熙年、麥皓兒、森美                           | 張嘉玲         | 張慧怡         |
| 2012                | Fun Fun娛樂大派對                         | 古明華、黎芷珊、容羨媛、吳幸美                 | 張嘉玲、衛世輝 | 張慧怡、鄭月明 |
| 2013                | 2013娛樂大派對                            | 旁白：林映輝、容羨媛                           | 張嘉玲         | 張慧怡         |
| 2014 （2015年播出） | 繽Fun娛樂大派對                           | 林盛斌、張致恆、張振朗、彭永琛、楊詩敏、鄭世豪 | 張嘉玲         | 張慧怡         |
| 2015                | 2015繽Fun娛樂大派對                       | 吳幸美                                         | 張嘉玲         | 張慧怡         |
| 2016                | 2016繽Fun娛樂大派對                       | 衛志豪、周奕瑋、謝文欣、譚永浩、梁麗翹、陳浚霆 | 張嘉玲         | 張慧怡         |
| 2016                | 娛樂3兄弟大民調2016（mytv super播出）     | 陸浩明、區永權、衛志豪、許文軒、潘盈慧、王鎮泉 | 張志明         | 顏家明         |
| 2017                | 娛樂3兄弟繽Fun大派對2017                  | 陸浩明、區永權、衛志豪、許文軒、潘盈慧、王鎮泉 | 張志明         | 顏家明         |
| 2018                | 2018娛樂繽Fun大派對                       | 區永權、陳貝兒、許文軒、陳約臨、鄺潔楹、蘇可欣 | 張志明         | 顏家明         |
| 2019                | 2019娛樂繽Fun大派對                       | 許文軒、潘盈慧、王鎮泉、鄭衍峰、蘇可欣、陳詩欣 | 張志明         | 顏家明         |
| 2020 （2021年播出） | 2020娛樂頭條大總結                        | 潘盈慧、許文軒、周奕瑋、王鎮泉                 | 張志明         | 趙彩汶         |
| 2021 （2022年播出） | 2021娛樂頭條大總結                        | 潘盈慧、許文軒、周奕瑋、王鎮泉                 | 張洪翅         | 馬家豪         |
| 2022                | 2022娛樂頭條大總結 (於娛樂頭條節目內播出) | 潘盈慧、許文軒、周奕瑋、王鎮泉                 | 張洪翅         | 李青妍         |
| 2023                | 2023娛樂頭條大總結 (於娛樂頭條節目內播出) |                                                |                |                |
| 2024                | 2024娛樂頭條大總結 (於娛樂頭條節目內播出) |                                                |                |                |

## 參看
- 娛樂頭條
- 香港無綫電視
- 無綫網絡電視
- 有線娛樂新聞台
- 互動新聞台

## 外部連結
- TVB娛樂新聞台的Facebook專頁